# 96254 Hoyo
96254 Hoyo è un asteroide della fascia principale. Scoperto nel 1995, presenta un'orbita caratterizzata da un semiasse maggiore pari a 2,2803410 UA e da un'eccentricità di 0,1132124, inclinata di 3,47462° rispetto all'eclittica.